# Открытая Балтийская лига чемпионов по пляжному футболу
Открытая Балтийская лига чемпионов по пляжному футболу (англ. Open Baltic Beach Soccer Champions League) — европейский клубный турнир по пляжному футболу. В турнире принимают участие команды, занявшие 1—3 места в национальных чемпионатах.

## История
Открытая Балтийская лига чемпионов была создана в 2012 году. В основании лиги приняли участие федерации пляжного футбола Польши и Беларуси, а так же ведущие клубы Балтийских стран. Одной из целей лиги стало объединение чемпионов и призеров европейских чемпионатов по пляжному футболу. Первый розыгрыш турнира состоялся в 2012 году.

## Призёры
| 2012 Детали | Балтийск, · Россия | Кронштадт-Променад | 2 : 2 (4:3 пен.) | БАТЭ | Динамо-Лат | 4 : 0 | Горняк |